# El Huaxtho
El Huaxtho är en ort i Mexiko.   Den ligger i kommunen Actopan och delstaten Hidalgo, i den sydöstra delen av landet, 90 km norr om huvudstaden Mexico City. El Huaxtho ligger 2 001 meter över havet och antalet invånare är 2 798.
Terrängen runt El Huaxtho är kuperad söderut, men norrut är den platt. Runt El Huaxtho är det ganska glesbefolkat, med 34 invånare per kvadratkilometer. Närmaste större samhälle är Actopan, 4,4 km norr om El Huaxtho. Omgivningarna runt El Huaxtho är i huvudsak ett öppet busklandskap.